# Fletnik z Hamelnu

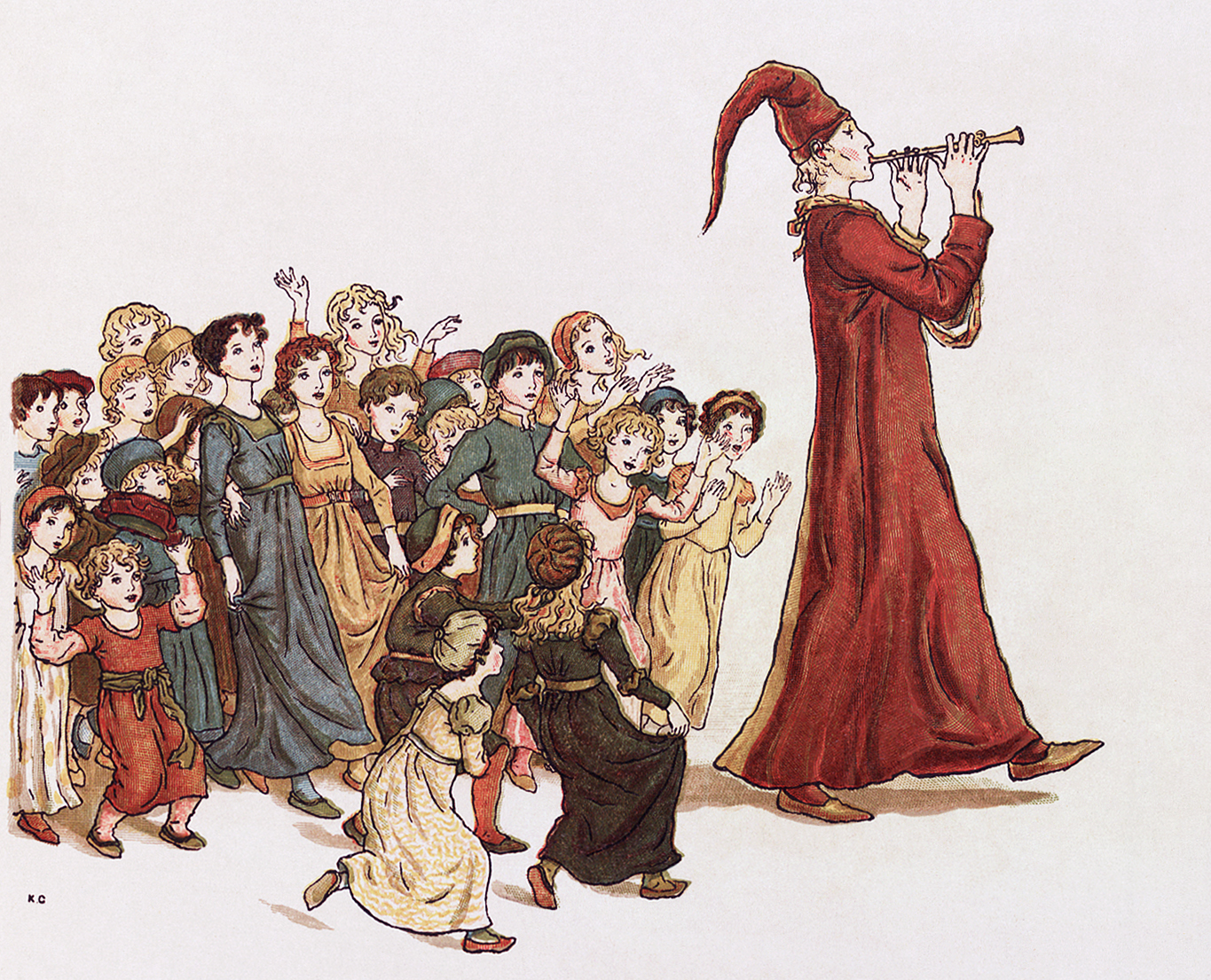
Kate Greenaway, Grajek wyprowadza dzieci z miasta

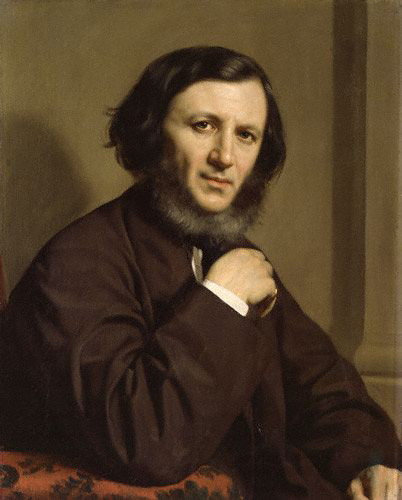
Michele Gordigiani, Portret Roberta Browninga

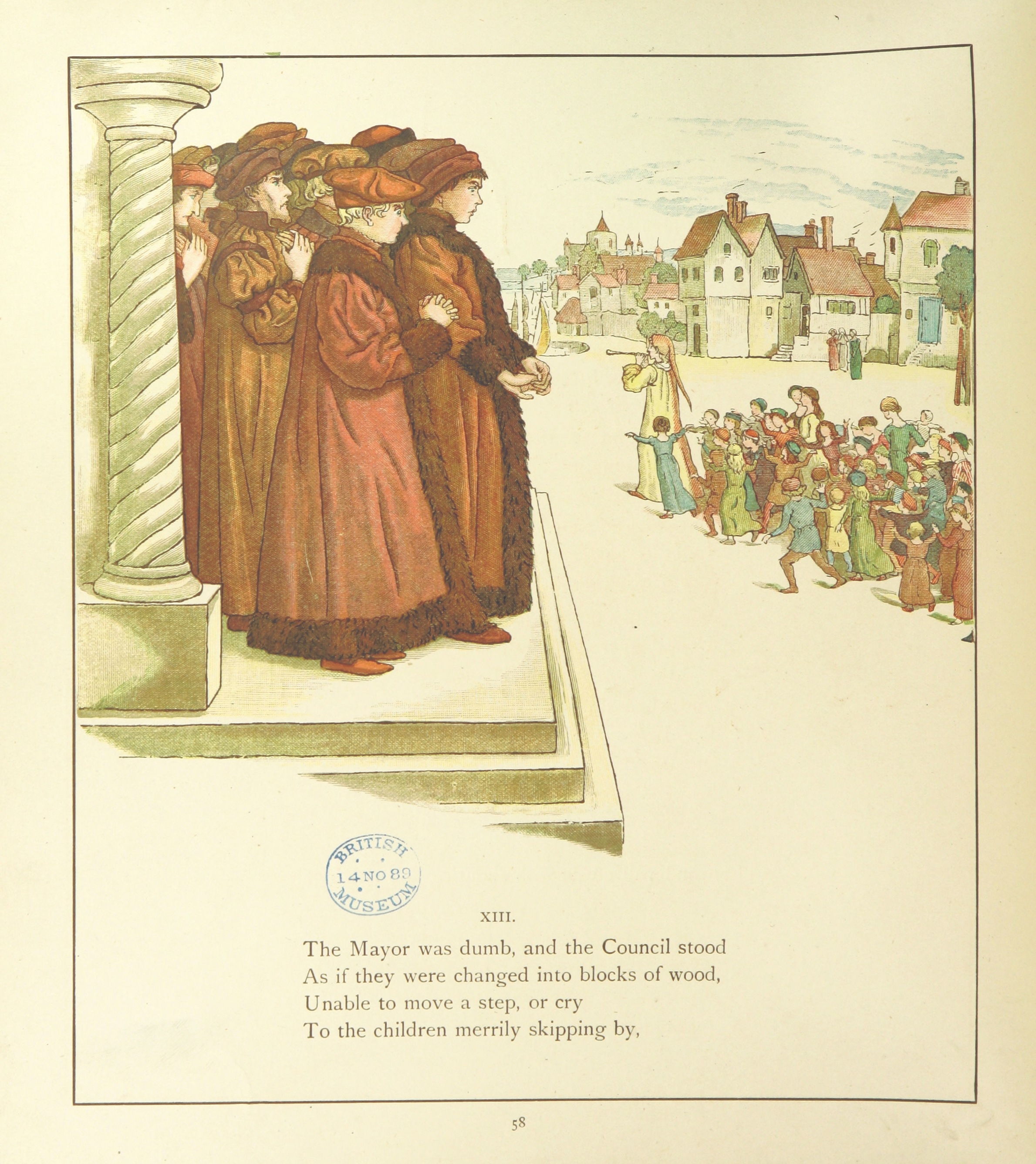
Strona z ilustrowanego wydania utworu

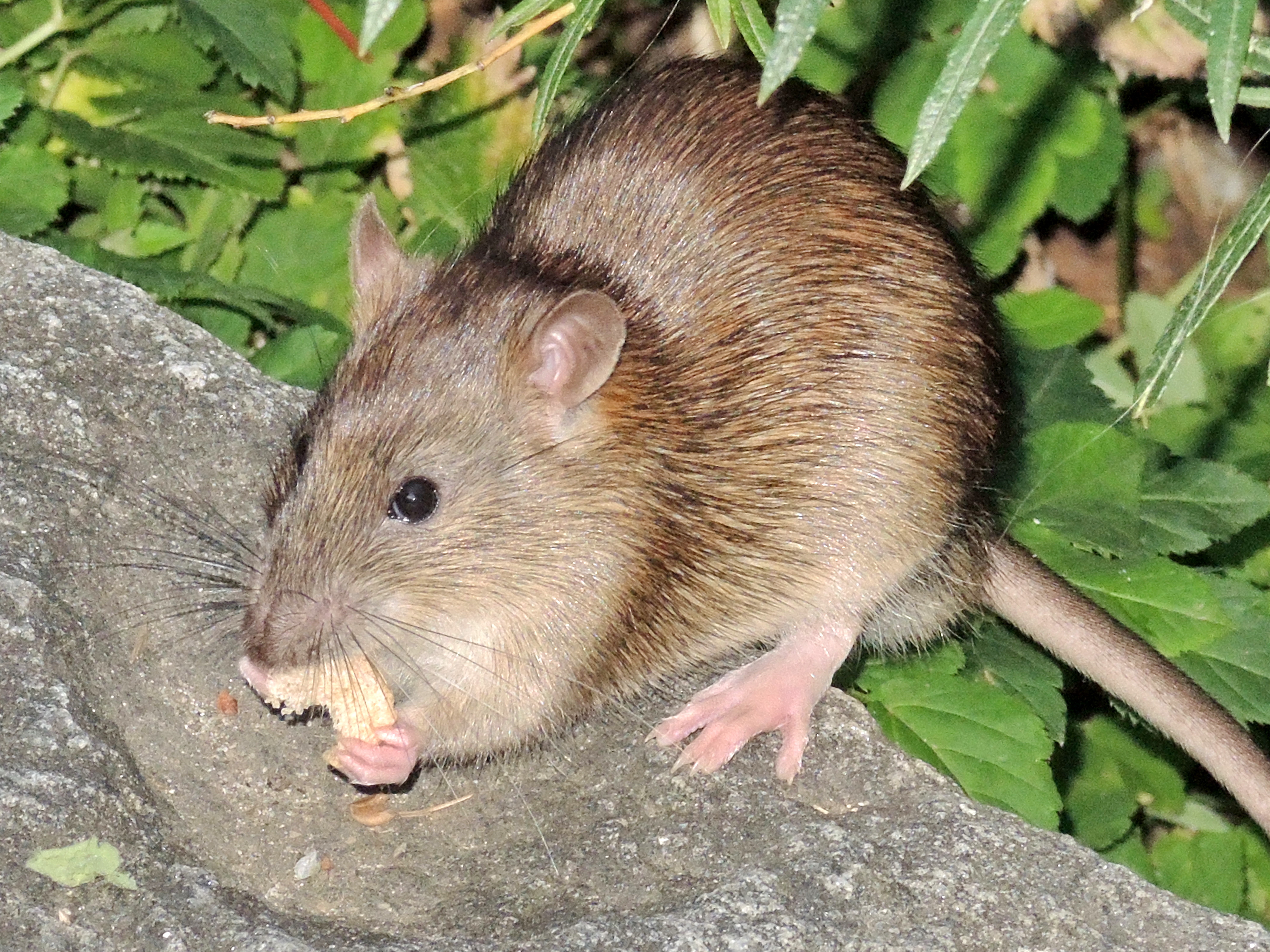
Szczur wędrowny

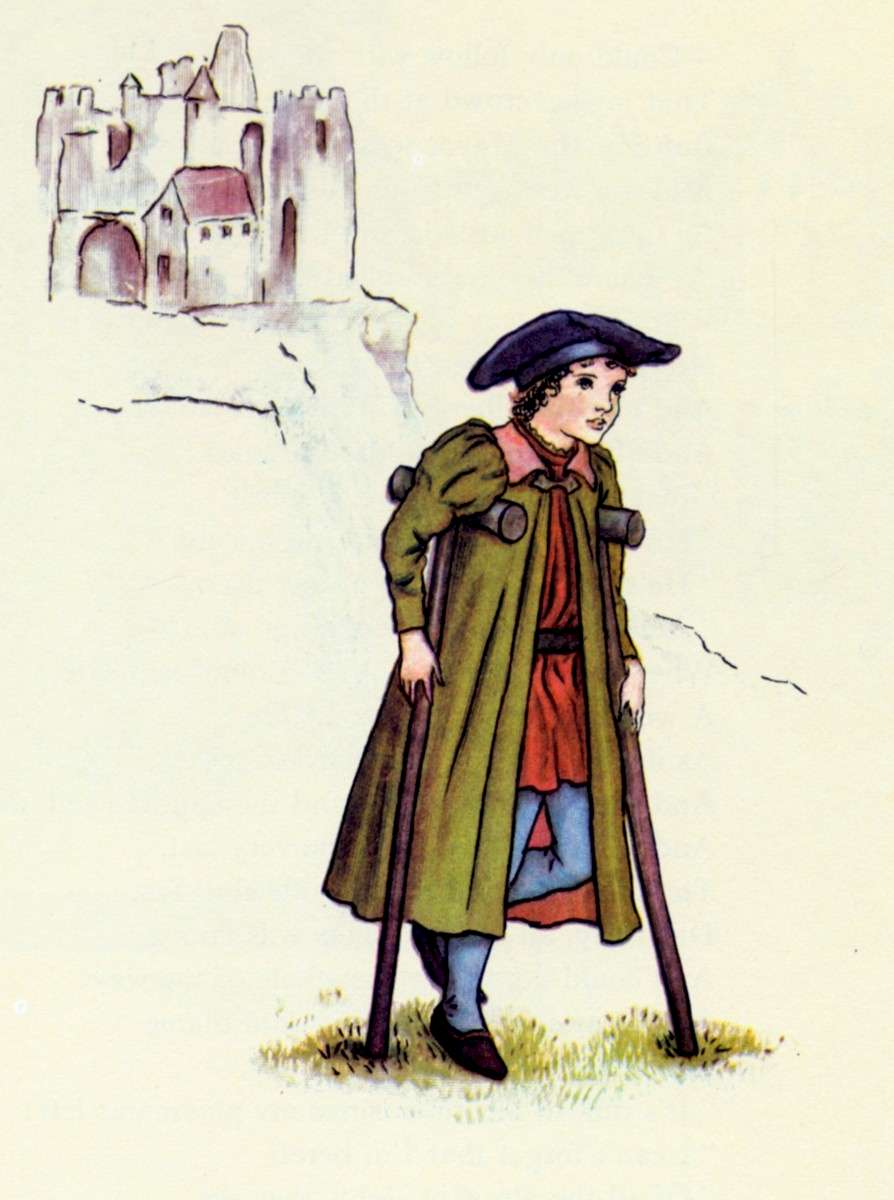
Kate Greenaway, Kulawy chłopiec, jedyny, który ocalał

Fletnik z Hamelnu (ang. The Pied Piper of Hamelin) – wiersz angielskiego poety Roberta Browninga, opublikowany w 1842 w tomiku Dramatic Lyrics.

## Charakterystyka ogólna
Utwór jest opracowaniem dawnej legendy o muzyku, który uwolnił niemieckie miasto Hameln od plagi szczurów. Browning napisał go w prezencie dla dziewięcioletniego wówczas syna swojego przyjaciela Williama Macready’ego. Wiersz stał się klasyczną pozycją literatury dziecięcej.

## Akcja
Rzecz działa się w średniowieczu. Jak zaznaczono w tekście, opisywane zdarzenia miały miejsce 22 lipca 1376. Kiedy miasto Hameln zmagało się z plagą szczurów, pojawił się w nim tajemniczy muzyk, który zadeklarował, że uwolni mieszkańców od problemu. Miejscy rajcowie i burmistrz od razu się zgodzili. Nieznajomy grą na flecie wywabił gryzonie z miasta i zaciągnął do rzeki Wezery, w której się potopiły. Gdy władze miasta odmówiły mu obiecanej zapłaty, zagrał raz jeszcze i ze wszystkich domów zwołał dzieci. Kiedy doszedł z nimi na górę, jej zbocze rozstąpiło się i we wnętrzu ziemi znikli wszyscy, z wyjątkiem jednego kulawego chłopca, który nie nadążał za grupą.

## Forma
Wiersz ma 303 wersy. Dzieli się na 15 części. Browning zastosował w utworze sekwencje tych samych rymów, za co był krytykowany. Wykorzystał też aliterację (To see the townsfolk suffer so).
Hamelin Town's in Brunswick,

By famous Hanover city;

The river Weser, deep and wide,

Washes its wall on the southern side

A pleasanter spot you never spied;

But when begins my ditty,

Almost five hundred years ago,

To see the townsfolk suffer so

From vermin, was a pity.
Podstawowym metrum jest jambiczny czterostopowiec.

## Polski przekład
Na język polski omawiany wiersz przełożył Jan Lemański. Utwór został wydrukowany w 60 numerze Kuriera Warszawskiego z 2 marca 1930. 
Hameln to gród w Brunszwiku,

Przy sławnym Hanowerze;

Wezery mu głęboki prąd

Z południa mu oblewa, skąd

Masz wnosić, że to miły kąt;

Lecz w tej, o której śpiewam erze,

Lat temu rozeszło wieków sześć,

Gad pewien jął ten gród tak jeść,

Aż litość bierze.